# Satyrium oenone
Satyrium oenone is een vlinder uit de familie van de Lycaenidae. De wetenschappelijke naam van de soort werd als Thecla oenone in 1893 gepubliceerd door Leech.